# Wałerij Rudakow
Wałerij Wiktorowycz Rudakow (ukr. Валерій Вікторович Рудаков, ros. Валерий Викторович Рудаков, Walerij Wiktorowicz Rudakow; ur. 30 czerwca 1955 w Stalino) – ukraiński piłkarz, grający na pozycji pomocnika, a wcześniej obrońcy, trener piłkarski.

## Kariera piłkarska

### Kariera klubowa
Wychowanek klubu Szachtar Donieck, w którym rozpoczął karierę piłkarską. W 1987 przeszedł do Kołosu Nikopol. Po rocznej przerwie w 1989 bronił barw Nowatora Żdanow. Zakończył karierę zawodową w amatorskim zespole Hirnyk Hirne. Łącznie rozegrał 277 meczów w Wysszej Lidze ZSRR.

## Kariera trenerska
Po zakończeniu kariery zawodniczej rozpoczął pracę trenerską. Najpierw pomagał trenować Szachtar Donieck. 1 września 1995 objął stanowisko głównego trenera Szachtara Donieck, który prowadził do 20 lipca 1996. Następnie przez pewien czas trenował SK Mikołajów, a potem pracował w sztabie szkoleniowym Szachtara, pomagając trenować drugi zespół oraz drużynę rezerw. Obecnie pracuje jako trener w Akademii Piłkarskiej Szachtar Donieck.

## Sukcesy i odznaczenia

### Sukcesy klubowe
- zdobywca Pucharu ZSRR: 1980, 1983
- wicemistrz ZSRR: 1979
- brązowy medalista Mistrzostw ZSRR: 1978
- finalista Pucharu ZSRR: 1978, 1985
- zdobywca Pucharu sezonu: 1983

### Odznaczenia
- nagrodzony tytułem Mistrza Sportu ZSRR: 1976